# McDowell megye (Észak-Karolina)
McDowell megye az Amerikai Egyesült Államokban, azon belül Észak-Karolina államban található. Megyeszékhelye és legnagyobb városa Marion. Lakosainak száma 44 578 fő (2020. április 1.). McDowell megye Mitchell, Avery, Burke, Rutherford, Buncombe és Yancey megyékkel határos.

## Népesség
A megye népességének változása:
| Lakosok száma | 45 069 | 44 946 | 44 975 | 44 961 | 44 989 | 44 578 |
|               | 2010   | 2011   | 2012   | 2013   | 2015   | 2020   |